# Hohenlohe-Bartenstein
Hohenlohe-Bartenstein fu un principato tedesco situato a nord-est del Baden-Württemberg, in Germania, presso Bartenstein. La contea di Hohenlohe-Bartenstein si originò da una divisione dell'Hohenlohe-Schillingsfürst nel 1688 e venne elevata a principato nel 1744. L'Hohenlohe-Bartenstein si divise successivamente in sé stesso e nella linea di Hohenlohe-Jagstberg nel 1798, e allo scioglimento del Sacro Romano Impero passò al Württemberg, nel 1806.

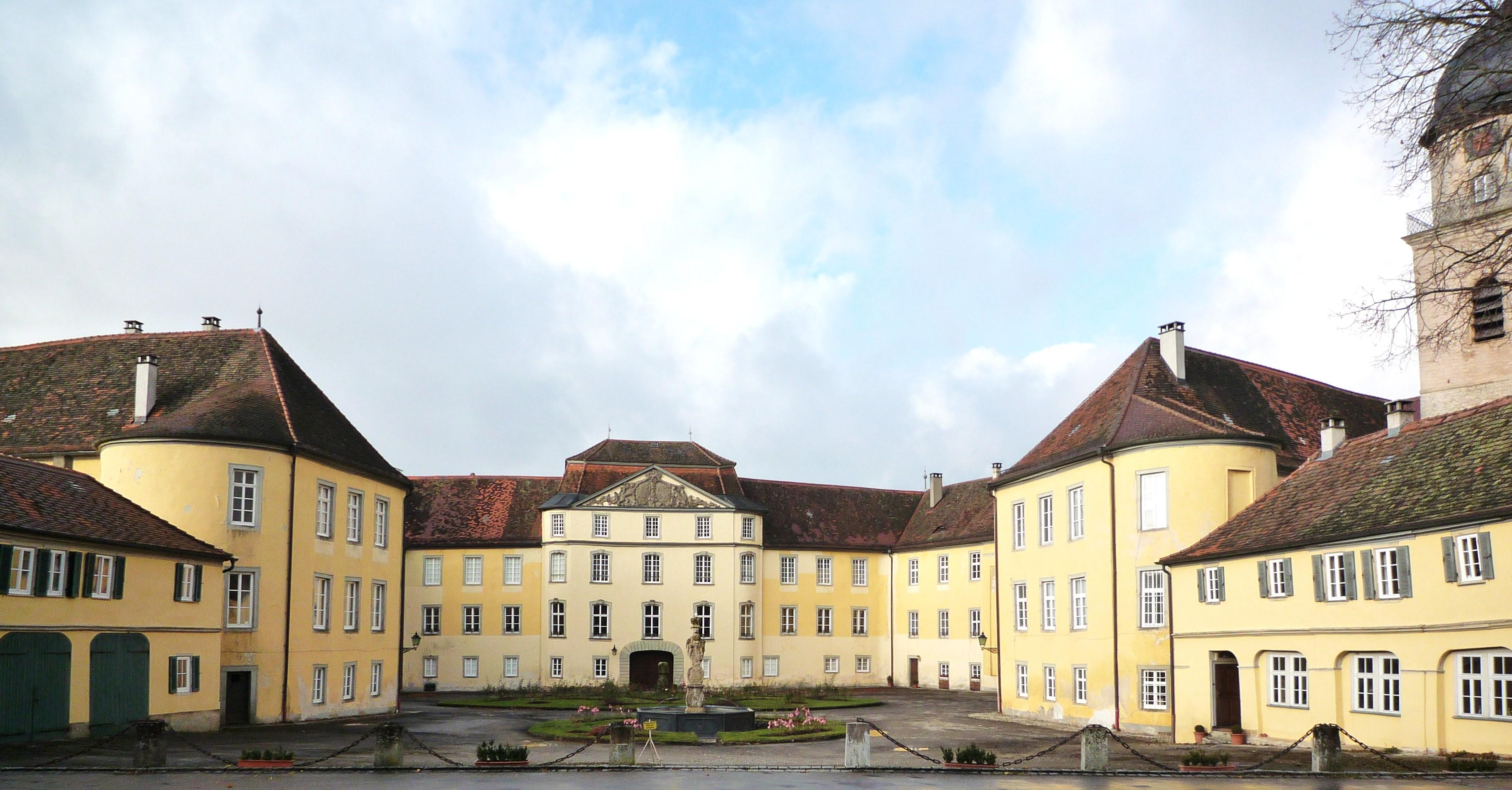
castello Bartenstein

## Sovrani di Hohenlohe-Bartenstein

### Conti di Hohenlohe-Bartenstein (1688 - 1744)
- Filippo Carlo Gaspare (Conte di Hohenlohe-Schillingsfürst) (1688 - 1729)
- Carlo Filippo Francesco (1729 - 1744)
- Giuseppe Antonio (1729 - 1744)

### Principi di Hohenlohe-Bartenstein (1744 - 1806)
- 1744-1763: Carl Philipp, I principe (1702–1763)
- 1763-1799: Ludwig Carl, II principe (1731-1799)
- 1799-1806: Ludwig Alois, III principe, mediatizzato nel 1806 (1765–1827)

## Capi della Casata di Hohenlohe-Bartenstein (1806 - oggi)
- 1806-1827: Ludwig Alois, III principe, mediatizzato nel 1806 (1765–1829)
- 1827-1844: Carlo Augusto Teodoro, IV principe (1788-1844)
- 1844-1850: Luigi, II principe di Hohenlohe-Jagstberg, V principe (1802-1850)
- 1850-1877: Carlo, III principe di Hohenlohe-Jagstberg, VI principe (1837-1877)
- 1877-1921: Giovanni, IV principe di Hohenlohe-Jagstberg, VII principe (1863-1921)
- 1921-1950: Carlo, VIII principe (1905-1950)
- 1950-2019: Ferdinando, IX principe (1942-2019)
- 2019-in carica: Massimiliano, X principe (nato nel 1972)